# Ellen King
Pour les articles homonymes, voir King.
Ne doit pas être confondu avec Elle King.
Ellen King, née le 16 janvier 1909 à Renfrew (Renfrewshire) et morte en février 1994 dans le Cheshire West and Chester, est une ancienne nageuse écossaise, représentant la Grande-Bretagne aux Jeux olympiques et l'Écosse aux Jeux de l'Empire britannique.

## Carrière
À 15 ans, elle participe aux Jeux olympiques de 1924 à Paris et termine avec le 6e meilleur temps de l'épreuve sur le 100 m dos,. Quatre ans plus tard, elle est sacrée vice-championne olympique du 100 m dos derrière la Néerlandaise Marie Braun et devant sa compatriote Joyce Cooper ainsi que sur le 4 × 100 m nage libre avec Joyce Cooper, Cissie Stewart et Vera Tanner.
En 1927, elle est championne d'Europe du 4 × 100 m nage libre.
Lors des premiers Jeux de l'Empire britannique en 1930 à Hamilton (Ontario), elle remporte 3 médaille : l'argent sur le 100 yards nage libre, le bronze sur le 200 yard brasse et le bronze sur le 4 x 100 yards nage libre.
Après avoir pris sa retraite sportive, elle devient enseignante en Écosse.
Elle meurt en février 1994 de la maladie d'Alzheimer à l'âge de 85 ans. En 2001, ses médailles olympiques sont vendues aux enchères au profit de Alzheimers Scotland.

## Distinctions
- 2002 : Scottish Sports Hall of Fame[8]
- 2010 : Scottish Swimmign Hall of Fame[5]